# Hradní jobagión
Hradní jobagióni nebo hradní rytíři (lat. jobagiones castri) byla v 13. století v Uhersku nejpočetnější skupina jobagiónů. Tito jobagióni tvořily vojenské posádky královských hradů. Jejich majetky se nacházely zpravidla v okolí hradů na královské půdě. Mezi hradními jobagióny měli významnější postavení jobagióni, kteří vykonávali strážní a vojenskou službu, než jobagióni, kteří zajišťovali technické, zásobovací a pomocné práce pro hrad.